# 馬公支廳
馬公支廳（日语： Makōshichō）為台灣日治時期的行政區劃之一，而該支廳隸屬澎湖廳。在第二次世界大战結束後，由中華民國政府改置馬公區一段時間，以接收原日治時期之衙署廳舍，並辦理該地區之行政工作；馬公區也是當時澎湖縣兩個縣轄區之一:35。

## 簡介
清朝雍正五年（1737年），清政府設置澎湖廳，以通判為長官，下轄十三澳、八十二社；此亦為清朝首次在澎湖一帶建構獨立行政建制。日治時期，臺灣行政區劃經過九次調整，而在1926年高雄州澎湖郡改制成澎湖廳，底下設馬公支廳與望安支廳。馬公支廳辦公處設於馬公街，而其上級行政區澎湖廳也設於該處。
馬公支廳管轄馬公街、湖西、白沙及西嶼:33，轄境總面值106.0950平方公里，其中以馬公街的部分最大，佔33.9918平方公里，而西嶼庄的部分則最少，佔18.7148平方公里。澎湖廳之管轄區域之東極為馬公支廳湖西庄（今湖西鄉）良文港，也即為馬公支廳之管轄區域之東極。
第二次世界大战結束後，中華民國政府接收臺灣，將原來的郡、支廳改為區，每區設「區署」作為縣政府之輔助機關，而其名稱則大體沿用臺灣原有郡或支廳的。澎湖地區方面，戰後初設馬公區署，接收原日治時期之衙署廳舍（地號：馬公865號），並辦理馬公一帶之行政工作，惟為時甚短。:35

## 歷任支廳長
大正15年（1926年），行政區再度調整，澎湖郡脫離高雄州，再度獨立為澎湖廳，澎湖廳下設「馬公支廳」與「望安支廳」，馬公支廳下轄馬公街、湖西庄、白沙庄和西嶼庄，計一街三庄，其中「馬公街」延續高雄州澎湖郡時期的機關編制。
起訖：大正15年至昭和20年（1926年至1945年）。
| 姓名        | 出身地 | 備註 |
| ----------- | ------ | --- |
| 熊井 才吉   | 長野縣 | 1926年以前擔任澎湖廳警務課長，後兼任支廳長。1927年9月，調任大湖郡守。                                               |
| 道山 保     | 佐賀縣 | 1928年9月以前擔任澎湖廳警務課長，兼任支廳長。1931年8月仍在任。                                                      |
| 塙 亥之吉   | 茨城縣 | 茨城縣立太田中學校畢業。1932年8月以前從澎湖廳警務課長調任支廳長。1933年8月以後，調任嘉義警察署長。                  |
| 水野 啓     | 福井縣 | 日本私立中央大學法律科專門部正科畢業。1934年8月以前任澎湖廳警務課長，兼任支廳長。1936年7月仍在任。                  |
| 佐野 厚     | 福岡縣 | 福岡縣立中學傳習館畢業，曾任陸軍少尉。1936年12月自臺南州保安課長調任澎湖廳警務課長，並兼任支廳長。1937年7月仍在任。 |
| 村田 安治郎 | 千葉縣 | 1938年8月自嘉義郡警察課長調任澎湖廳警務課長，並兼任支廳長。1939年12月左右，調任花蓮港廳警務課長兼任花蓮郡守。       |
| 福島 龜     | 高知縣 | 自望安支廳長（澎湖廳警務課長兼任）調任。1940年7月仍在任。                                                           |
| 清原 榮三郎 | 福岡縣 | 以澎湖廳警務課長身分兼任支廳長。1941年7月仍在任。                                                                   |
| 野里 秀夫   | 岩手縣 | 以澎湖廳警務課長身分兼任支廳長。1942年7月仍在任。                                                                   |
| 西村 元太郎 |        | 以澎湖廳警務課長身分兼任支廳長。1944年1月仍在任。                                                                   |

## 人口
在澎湖廳整體人口中，福建系漢人所佔的比例非常高，其中馬公支廳有92%，乃是非常高的比例。
1942年，馬公支廳的常住人口共有57,963人，人口密度為546人/平方公里，其中馬公街的常住人口最多和人口密度最高，常住人口有28,751人，人口密度為846人/平方公里，而常住人口最少的是白沙庄，有8,547人，至於人口密度最低的是湖西庄，人口密度為355人/平方公里。

## 統計
| 街名     | 面積 （平方公里） | 人口（人） | 人口（人） | 人口（人） | 人口（人） | 人口（人） | 人口（人） | 人口密度 （人/平方公里） |
| 街名     | 面積 （平方公里） | 本籍       | 本籍       | 本籍       | 國籍       | 國籍       | 計         | 人口密度 （人/平方公里） |
| 街名     | 面積 （平方公里） | 臺灣       | 內地       | 朝鮮       | 中華民國   | 其他外國   | 計         | 人口密度 （人/平方公里） |
| -------- | ----------------- | ---------- | ---------- | ---------- | ---------- | ---------- | ---------- | ------------------------ |
| 馬公街   | 33.9918           | 25,002     | 3,681      | 3          | 65         | 0          | 28,751     | 846                      |
| 湖西     | 33.3008           | 11,781     | 52         | 0          | 2          | 0          | 11,836     | 355                      |
| 白沙     | 20.0875           | 8,547      | 43         | 0          | 1          | 0          | 8,691      | 433                      |
| 西嶼     | 18.7148           | 8,623      | 52         | 0          | 10         | 0          | 8,685      | 464                      |
| 馬公支廳 | 106.0950          | 54,054     | 3,828      | 3          | 78         | 0          | 57,963     | 546                      |